# George Koumantarakis
Georgios Koumantarakis (n. Atenas, Grecia; 27 de marzo de 1974) es un exfutbolista griego nacionalizado sudafricano. Jugaba como delantero y militó en diversos clubes de Sudáfrica, Suiza, Inglaterra y Alemania.

## Selección nacional
Ha sido internacional con la Selección de fútbol de Sudáfrica en 13 partidos internacionales y anotando solamente un gol.

### Participaciones en Copas del Mundo
| Mundial                        | Sede                  | Resultado    | Partidos | Goles |
| ------------------------------ | --------------------- | ------------ | -------- | ----- |
| Copa Mundial de Fútbol de 2002 | Corea del Sur y Japón | Primera fase | 3        | 0     |

## Clubes
| Club              | País       | Año         |
| ----------------- | ---------- | ----------- |
| AmaZulu           | Sudáfrica  | 1992 - 1994 |
| Manning Rangers   | Sudáfrica  | 1994 - 1997 |
| SuperSport United | Sudáfrica  | 1997 - 1998 |
| FC Lucerna        | Suiza      | 1998 - 1999 |
| Basilea           | Suiza      | 1999 - 2003 |
| Preston North End | Inglaterra | 2003 - 2004 |
| Rot-Weiß Érfurt   | Alemania   | 2004 - 2005 |
| Greuther Fürth    | Alemania   | 2005 - 2006 |